# Advertainment
Advertainment (reklamo-zabawa, reklamo-rozrywka) – przekaz reklamowy zawarty w rozrywkowej formie, nie zawsze bezpośrednio powiązanej z samym produktem. Nazwa pochodzi od połączenia angielskich słów: advert - reklama i entertainment - rozrywka.
W advertainment reklamowany produkt jest tylko punktem wyjścia, pretekstem do zabawy. Ma tę przewagę nad klasyczną reklamą, że stara się nie mówić o produkcie wprost, co powoduje, że nie drażni widzów swoją nachalną perswazyjnością, a przyciąga humorem.
Osoby korzystające z advertainment otrzymują porcję dobrej rozrywki, więc jej dostarczyciela postrzegają w korzystnym świetle. To inna strategia marketingowa niż product placement, czyli wkomponowanie produktów w akcję filmu czy programu. W product placement towaru nie reklamuje się wprost, lecz przy okazji powstałej fabuły, natomiast w wypadku advertainment fabuła tworzona jest wokół produktu. Nie ma tu ustawicznego pokazywania w kadrze logo firmy.
Pierwszym przykładem zastosowania advertainment były krótkie filmiki reklamujące samochody marki BMW - dostępne zarówno w Internecie, jak również na specjalne zamówienie na DVD. Nakręcone przez znanych twórców, jak na przykład John Woo, Tony Scott, John Frankenheimer Alejandro González Inárritu, Ang Lee, Guy Ritchie czy Wong Kar-Wai. Producentem tych filmów był m.in. Ridley Scott, a grali w nich m.in. Gary Oldman, Forest Whitaker, Mickey Rourke czy Madonna.
Zapoczątkowany przez producentów samochodów, obecnie wykorzystywany jest przez firmy z wielu różnych branż. W miejsce filmów pojawiły się zabawne prezentacje multimedialne o charakterze prostych gier przygotowanych pod kątem używania w przeglądarce internetowej.